# Teorema lui Jordan
O funcție {\displaystyle f:[a,b]\to \mathbb {R} } este cu variație mărginită pe {\displaystyle [a,b]} dacă și numai dacă ea se reprezintă ca diferența a două funcții crescătoare.

## Proprietăți
1. Pentru orice funcție {\displaystyle f:[a,b]\to \mathbb {R} }, următoarele afirmații sunt echivalente:
  1. {\displaystyle f} este cu variație mărginită pe {\displaystyle [a,b]};
  2. {\displaystyle f=g-h}, cu {\displaystyle g,h} strict crescătoare;
  3. {\displaystyle f=g-h}, cu {\displaystyle g,h} strict crescătoare și pozitive;
  4. {\displaystyle f=g-h}, cu {\displaystyle g,h} strict descrescătoare și negative;
  5. {\displaystyle f=g-h}, cu {\displaystyle g,h} strict descrescătoare;
  6. {\displaystyle f=g-h}, cu {\displaystyle g,h} descrescătoare;
2. Pentru orice funcție {\displaystyle f:[a,b]\to \mathbb {R} }, următoarele afirmații sunt echivalente:
  1. {\displaystyle f} este cu variație mărginită pe {\displaystyle [a,b]};
  2. {\displaystyle f} se reprezintă ca diferența a două funcții monotone de același sens;
  3. {\displaystyle f} se reprezintă ca diferența a două funcții strict monotone de același sens.
3. Orice funcție cu variație mărginită este o funcție riglată.
4. Mulțimea punctelor de discontinuitate ale unei funcții {\displaystyle f:[a,b]\to \mathbb {R} } cu variație mărginită  este cel mult numărabilă.
5. Subspațiul vectorial generat de mulțimea funcțiilor monotone este mulțimea funcțiilor cu variație mărginită.
6. Mulțimea funcțiilor {\displaystyle f:[a,b]\to \mathbb {R} } monotone nu este un spațiu vectorial, căci diferența a două funcții monotone nu este neapărat monotonă.